# Gaspar Servio
Gaspar Andrés Servio (ur. 9 marca 1992 w General Belgrano) – argentyński piłkarz występujący na pozycji bramkarza, od 2024 roku zawodnik paragwajskiego Guaraní.